# Peter J. Borst
Peter J. Borst (* 24. April 1797 in Middleburgh, New York; † 14. November 1848 ebenda) war ein US-amerikanischer Politiker. Zwischen 1829 und 1831 vertrat er den Bundesstaat New York im US-Repräsentantenhaus.

## Werdegang
Peter J. Borst wurde kurz vor dem Ende des 18. Jahrhunderts in Middleburgh im Schoharie County geboren und wuchs dort auf. In dieser Zeit besuchte er Gemeinschaftsschulen. Danach bewirtschaftete er ein eignes Anwesen, welches er „The Hook“ nannte. Er hielt verschiedene lokale Ämter und war leitender Angestellter (officer) der Schoharie County Agricultural Society. Borst war auch Offizier in der Nationalgarde von New York und diente im Stab von Gouverneur William C. Bouck. Politisch gehörte er der Jacksonian-Fraktion an.
Bei den Kongresswahlen des Jahres 1828 für den 21. Kongress wurde Borst im zwölften Wahlbezirk von New York in das US-Repräsentantenhaus in Washington, D.C. gewählt, wo er nach dem 4. März 1829 die Nachfolge von John I. De Graff antrat. Er schied nach dem 3. März 1831 aus dem Kongress aus.
Nach seiner Kongresszeit kehrte er auf sein Anwesen zurück. 1838 wurde er durch den Board of Supervisors von Schoharie County in das Komitee berufen, welches den Bau des First County Almshouse beaufsichtigte. Er verstarb am 14. November 1848 in Middleburgh und wurde dann auf dem Familienfriedhof seines Anwesens beigesetzt.